# هوردية
الهوردية (الاسم العلمي:†Hurdia) هي جنس منقرض من الحيوانات تتبع الفصيلة الهورديات من رتبة شعاعيات الأسنان.